# フィールド・ケイト
フィールド・アドリアヌス・ケイト（Field Adrianus Cate, 1997年7月22日 - ）は、アメリカ合衆国の俳優、元子役。バーモント州バーリントン生まれ。女優のエスター・ラルストンは大叔母にあたる。
3歳からミュージカル、ダンス、マクドナルドのコマーシャルなどに出演。イチローと日本のコマーシャルに出演している。
アメリカン・ブロードキャスティング・カンパニー (ABC) のソープオペラシリーズ『パッションズ』にエーザン・ウィンスロープ・ジュニア役で出演し、映画『Chloe's Prayer』『Forever』『Seven's Eleven: Sweet Toys』などにも出演。CBSの『WITHOUT A TRACE/FBI 失踪者を追え!』や『コールドケース 迷宮事件簿』などにもゲスト出演した。2007年から2008年に放送されたABCのドラマシリーズ『プッシング・デイジー 恋するパイメーカー』では、リー・ペイス演じる主人公ネッドの少年時代のシーンを演じた。